# Marina Aitova

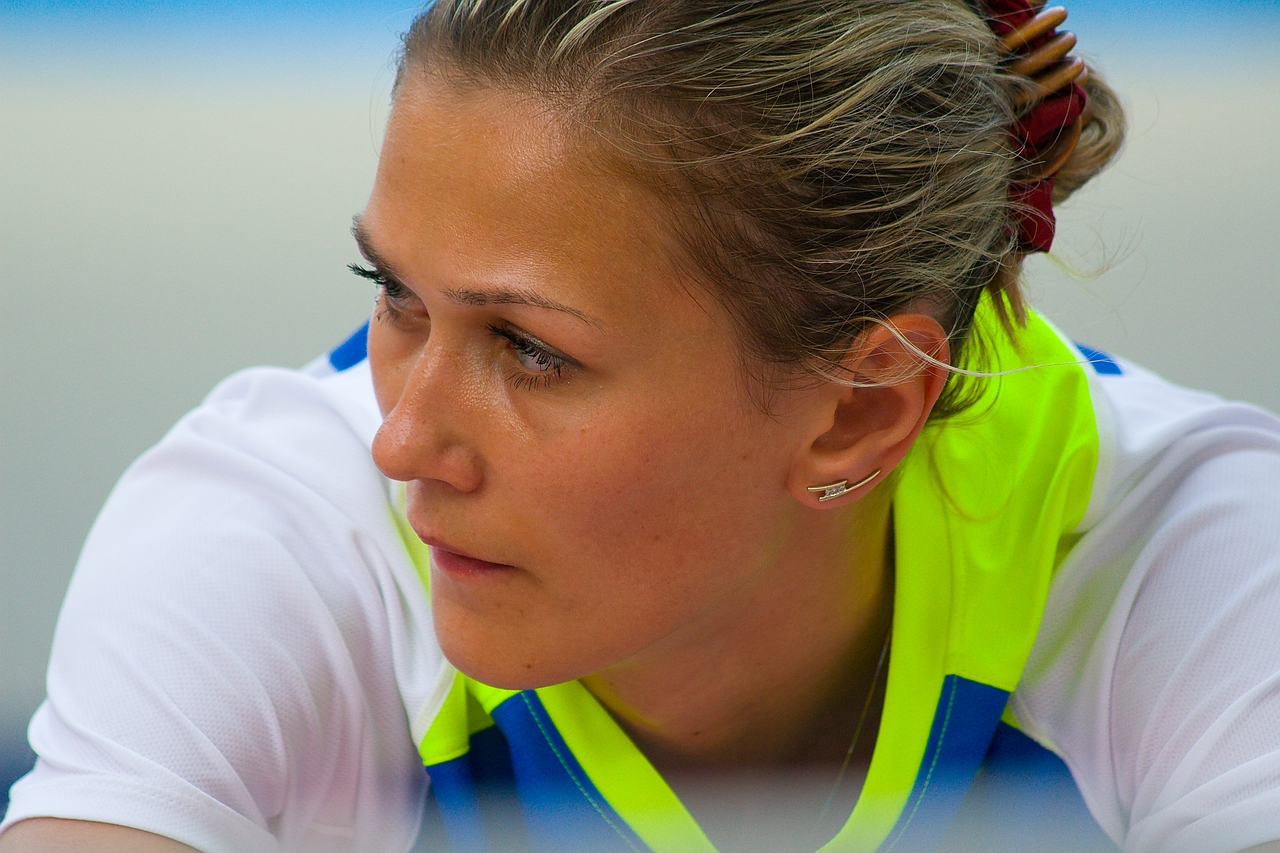
Marina Aitova

Marina Aitova, född den 13 september 1982 i Qaraghandy, är en kazakisk friidrottare som tävlar i höjdhopp.
Aitova första mästerskapsfinal som senior var VM-finalen 2007 då hon slutade sjua efter att ha hoppat 1,94. Hon var även i final vid inomhus-VM 2008 då hon blev femma efter att ha klarat 1,95.
Vid Olympiska sommarspelen 2008 blev hon tia då hon klarade 1,93.

## Personliga rekord
- Höjdhopp - 1,99 meter